# Fabryczna (Łódź)

Podział Łodzi na obszary Systemu Informacji Miejskiej – wyszczególniony obszar SIM Fabryczna

Fabryczna – niebędący formalnym osiedlem, sztuczny obszar stworzony w 2005 dla potrzeb Systemu Informacji Miejskiej w Łodzi. Znajduje się w Śródmieściu. Swoim zasięgiem obejmuje zachodnią część osiedla administracyjnego Śródmieście-Wschód oraz wschodni skrawek osiedla Katedralna.
Granice obszaru przebiegają odpowiednio:
- ul. J. Kilińskiego
- wzdłuż granic Śródmieścia/Bałut
- al. G. Palki
- ul. S. Kopcińskiego
- wzdłuż granic Śródmieścia/Widzewa[1]